# Klass I
Klass I är en travserie i Sverige för Hästar som tjänat 250 001 – 500 000 kronor. Loppen går av stapeln inom ramen för V75-spelet varje lördag vid olika travbanor runt om i landet och är den näst lägsta divisionen av de fem divisioner som ingår i travets elitserie V75.
Efter ett försökslopp i varje division under varje V75-lördag i cirka en till två månader möts de bäst placerade hästarna i respektive division i ett finallopp för respektive division. I Klass I-finalen är förstapris 220 000 kronor (sedan 2020).

## Finalvinnare
| År   | Månad | Bana       | Häst               | Kusk                  | Tränare               | Odds  | Tid    |
| ---- | ----- | ---------- | ------------------ | --------------------- | --------------------- | ----- | ------ |
| 2022 | sept  | Solvalla   | Robthebank         | Magnus A. Djuse       | Fredrik B. Larsson    | 18,07 | 1.11,4 |
| 2022 | aug   | Åby        | Wish Me Magic      | Hanna Lähdekorpi      | Hanna Lähdekorpi      | 10,36 | 1.12,0 |
| 2022 | juli  | Eskilstuna | Born To Run        | Magnus A. Djuse       | Alessandro Gocciadoro | 1,78  | 1.11,9 |
| 2022 | maj   | Solvalla   | Charliebrown Effe  | Rick Ebbinge          | Gennaro Casillo       | 2,13  | 1.12,1 |
| 2022 | mars  | Solvalla   | Borups Tornado     | Ulf Ohlsson           | Ulf Stenströmer       | 2,39  | 1.13,4 |
| 2022 | feb   | Solvalla   | Amalencius B.B.    | Örjan Kihlström       | Timo Nurmos           | 1,51  | 1.14,2 |
| 2021 | dec   | Solvalla   | Devs Definitif     | Magnus A. Djuse       | Mattias Djuse         | 11,10 | 1.13,7 |
| 2021 | nov   | Solvalla   | Bugatti Miles      | Örjan Kihlström       | Daniel Redén          | 4,13  | 1.12,6 |
| 2021 | sept  | Solvalla   | Tattoo Avenger     | Magnus A. Djuse       | Mika Haapakangas      | 6,48  | 1.12,5 |
| 2021 | aug   | Åby        | Zion Font          | Rick Ebbinge          | Jeroen W.M. Engwerda  | 1,33  | 1.11,9 |
| 2021 | juli  | Färjestad  | Ajusco             | Anders Eriksson       | Caroline Jöhncke      | 70,54 | 1.11,6 |
| 2021 | maj   | Solvalla   | Rotate             | Björn Goop            | Björn Goop            | 3,47  | 1.11,5 |
| 2021 | mars  | Solvalla   | Pere Ubu           | Peter Untersteiner    | Peter Untersteiner    | 4,53  | 1.12,7 |
| 2021 | feb   | Solvalla   | Sweetman           | Adrian Kolgjini       | Lars I Nilsson        | 4,87  | 1.14,1 |
| 2020 | dec   | Solvalla   | Oracle Tile        | Örjan Kihlström       | Trond Anderssen       | 7,53  | 1.12,1 |
| 2020 | nov   | Solvalla   | Västerbo Pokerface | Jorma Kontio          | Timo Nurmos           | 4,01  | 1.11,4 |
| 2020 | sep   | Solvalla   | Viscount           | Oskar J Andersson     | Oskar J Andersson     | 4,02  | 1.12,9 |
| 2020 | aug   | Åby        | Pleasure For Cash  | Örjan Kihlström       | Oscar Berglund        | 10,47 | 1.11,2 |
| 2020 | juni  | Bergsåker  | Vaduz Wise As      | Jorma Kontio          | Timo Nurmos           | 1,74  | 1,12,4 |
| 2020 | maj   | Solvalla   | Valiant Dream      | Mika Forss            | Mika Forss            | 15,55 | 1.12,3 |
| 2020 | mars  | Solvalla   | Image Rapida       | Björn Goop            | Christin Sjöström     | 17,29 | 1.12,8 |
| 2020 | feb   | Solvalla   | Atik D.L.          | Carl Johan Jepson     | Magnus Dahlén         | 4,38  | 1.13,6 |
| 2019 | dec   | Solvalla   | Seismic Wave       | Örjan Kihlström       | Timo Nurmos           | 2,09  | 1.12,7 |
| 2019 | nov   | Solvalla   | Giant Shadow       | Björn Goop            | Björn Goop            | 2,70  | 1.13,3 |
| 2019 | sept  | Solvalla   | Ike Schermer       | Rick Ebbinge          | Jeroen Engwerda       | 2,07  | 1.11,8 |
| 2019 | aug   | Åby        | Short in Cash      | Björn Goop            | Björn Goop            | 3,21  | 1.12,9 |
| 2019 | juni  | Eskilstuna | Zalie Gar          | René Legati           | Alessandro Gocciadoro | 1,96  | 1.11,4 |
| 2019 | maj   | Solvalla   | Norton Commander   | Conrad Lugauer        | Conrad Lugauer        | 2,92  | 1.11,1 |
| 2019 | mars  | Solvalla   | Vlad del Ronco     | Erik Adielsson        | Edvin Ceka            | 4,04  | 1.12,9 |
| 2019 | feb   | Åby        | Vikings Preacher   | Erik Adielsson        | Tony Löfqvist         | 10,15 | 1.14,5 |
| 2018 | dec   | Solvalla   | Martin de Bos      | Kim Eriksson          | Petri Puro            | 4,76  | 1.14,3 |
| 2018 | nov   | Solvalla   | Heart of Steel     | Peter Untersteiner    | Peter Untersteiner    | 3,36  | 1.12,3 |
| 2018 | sept  | Solvalla   | Laskari            | Jorma Kontio          | Timo Nurmos           | 1,73  | 1.12,4 |
| 2018 | aug   | Åby        | Doctor Doxey Zenz  | Mathias Andersson     | Mathias Andersson     | 6,25  | 1.12,5 |
| 2018 | juni  | Färjestad  | Mr Golden Quick    | Santtu Raitala        | Mika Haapakangas      | 7,19  | 1.12,0 |
| 2018 | maj   | Solvalla   | Volnik du Kras     | Alessandro Gocciadoro | Alessandro Gocciadoro | 2,82  | 1.11,3 |
| 2018 | april | Solvalla   | Sir Q.C.           | Ulf Ohlsson           | Catarina Lundström    | 1,68  | 1.12,8 |
| 2018 | feb   | Solvalla   | Olle Rols          | Peter Ingves          | Mats Rånlund          | 2,74  | 1.13,4 |
| 2017 | dec   | Solvalla   | Rawindski          | Veijo Heiskanen       | Veijo Heiskanen       | 8,53  | 1.16,2 |
| 2017 | nov   | Solvalla   | Mack Dragan        | Carl Johan Jepson     | Morgan Wilhelmsson    | 7,27  | 1.12,6 |
| 2017 | sept  | Solvalla   | M.T.Joinville      | Jorma Kontio          | Susanne Richter       | 5,84  | 1.12,1 |
| 2017 | aug   | Åby        | Sobel Conway       | Peter Untersteiner    | Peter Untersteiner    | 6,02  | 1.13,0 |
| 2017 | juli  | Bergsåker  | Test Drive         | Örjan Kihlström       | Stefan Melander       | 4,55  | 1.13,8 |
| 2017 | maj   | Solvalla   | Niagara Broline    | Johan Untersteiner    | Johan Untersteiner    | 17,46 | 1.12,3 |
| 2017 | april | Solvalla   | Sheriff Bi         | Tobias Modig          | Louise Granstedt      | 7,98  | 1.13,0 |
| 2017 | feb   | Solvalla   | Aileron            | Robert Bergh          | Robert Bergh          | 6,23  | 1.13,3 |
| 2016 | dec   | Solvalla   | Västerbo Hard Cash | Björn Goop            | Björn Goop            | 4,12  | 1.14,7 |
| 2016 | nov   | Solvalla   | Aron Palema        | Johnny Takter         | Pär Hedberg           | 3,00  | 1.14,2 |
| 2016 | sept  | Solvalla   | Ottens Casher      | Örjan Kihlström       | Roger Walmann         | 2,81  | 1.12,3 |
| 2016 | aug   | Åby        | Pampalo            | Björn Goop            | Ulf Stenströmer       | 17,30 | 1.14,2 |
| 2016 | juli  | Eskilstuna | Othello Face       | Jörgen Sjunnesson     | Veijo Heiskanen       | 10,95 | 1.14,1 |
| 2016 | maj   | Solvalla   | Topgear            | Hans G. Eriksson      | Hans G. Eriksson      | 79,98 | 1.12,5 |
| 2016 | april | Solvalla   | Protector          | Peter Untersteiner    | Peter Untersteiner    | 9,46  | 1.13,2 |
| 2016 | feb   | Solvalla   | Michelangelo Ås    | Robert Bergh          | Robert Bergh          | 2,70  | 1.12,9 |
| 2015 | dec   | Solvalla   | Beppe Am           | Örjan Kihlström       | Roger Walmann         | 2,57  | 1.13,6 |
| 2015 | nov   | Solvalla   | Orakel Face        | Adrian Kolgjini       | Lutfi Kolgjini        | 8,34  | 1.13,0 |
| 2015 | sept  | Solvalla   | Only One Winner    | Björn Goop            | Timo Nurmos           | 4,29  | 1.12,1 |
| 2015 | aug   | Åby        | Novel Broline      | Geir Vegard Gundersen | Geir Vegard Gundersen | 9,30  | 1.13,1 |
| 2015 | juni  | Färjestad  | Global Revenge     | Stefan Söderkvist     | Markus Pihlström      | 12,78 | 1.12,0 |
| 2015 | maj   | Solvalla   | Ready For More     | Ulf Ohlsson           | Reijo Liljendahl      | 2,15  | 1.12,2 |
| 2015 | mars  | Solvalla   | Usain Henna        | Oskar Svanberg        | Oskar Svanberg        | 16,05 | 1.13,0 |
| 2015 | feb   | Solvalla   | Quick Fix          | Adrian Kolgjini       | Lutfi Kolgjini        | 10,40 | 1.13,6 |